# Забродзе (гмина)
Забродзе (пол. Zabrodzie) — сельская гмина (уезд) в Польше, входит как административная единица в Вышкувский повет, Мазовецкое воеводство. Население — 5520 человек (на 2004 год).

## Демография
| Перепись                       | Всего   | Всего | Женщины | Женщины | Мужчины | Мужчины |
| ------------------------------ | ------- | ----- | ------- | ------- | ------- | ------- |
| Единицы                        | человек | %     | человек | %       | человек | %       |
| Население                      | 5520    | 100   | 2766    | 50,1    | 2754    | 49,9    |
| Плотность населения (чел./км²) | 60      | 60    | 30,1    | 30,1    | 29,9    | 29,9    |

## Сельские округа
1. Аделин
2. Анастазев
3. Басинув
4. Хощове
5. Дембинки
6. Гай
7. Глухы
8. Каролинув
9. Кицины
10. Липины
11. Млынаже
12. Мостувка
13. Мосциска
14. Негув
15. Обромб
16. Платкув
17. Подгад
18. Пшикоры
19. Слопск
20. Высыхы
21. Забродзе
22. Заздрость
23. Фишор
24. Гжегожево

## Соседние гмины
1. Гмина Домбрувка
2. Гмина Ядув
3. Гмина Тлущ
4. Гмина Вышкув